# RCA Dome
O RCA Dome foi um estádio fechado, localizado em Indianápolis, Indiana, foi a ex-casa do time de futebol americano Indianapolis Colts da NFL entre 1984 e 2007.

## História
Inaugurado em 1983 como Hoosier Dome, tinha capacidade para 60.272 torcedores.
Nos Jogos Pan-Americanos de 1987 abrigou a cerimônia de encerramento do evento, e as competições de handebol e ginástica. Em 1994, a empresa RCA adquiriu o direito do nome do estádio por 10 anos, com 2 cláusulas de preferência por 5 anos.
Em 5 de Abril de 1992, Recebeu o WrestleMania VIII, da WWF, com uma assistência de 62.167 Pessoas.
Também recebia partidas de basquetebol. Foi utilizado em 2002 como uma das sedes do Campeonato Mundial de Basquete Masculino.

### Demolição

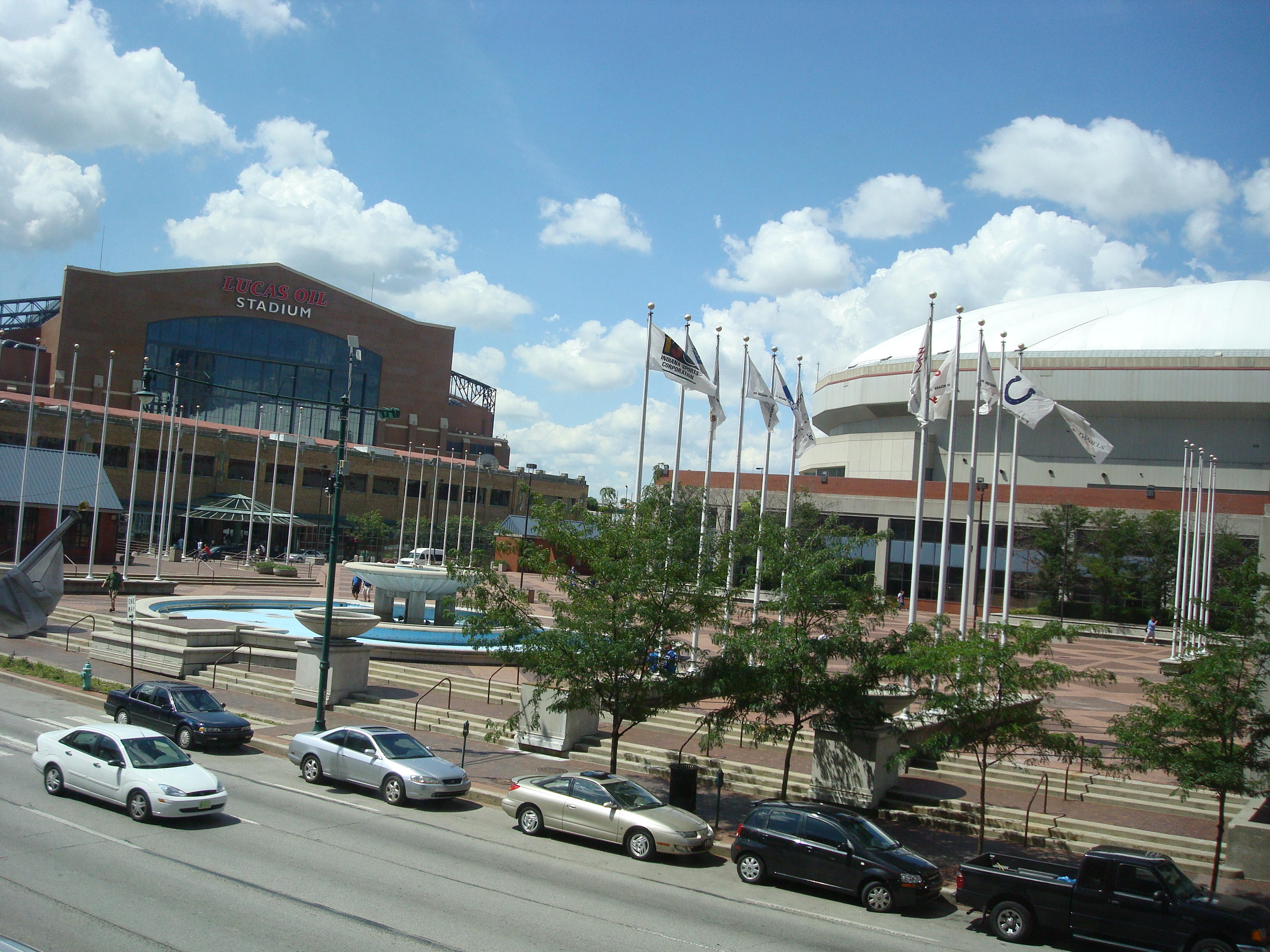
O novo Lucas Oil Stadium ao lado do antigo RCA Dome em 2008.

Em 20 de dezembro de 2008, às 9:36 da manhã no horário local, depois da remoção do teto, o RCA Dome foi implodido, sendo que essa demolição custou $3,5 milhões aos cofres da cidade. Ainda em 2008 foi inaugurado o novo estádio, também coberto: o Lucas Oil Stadium.